# سامسوندین اورو

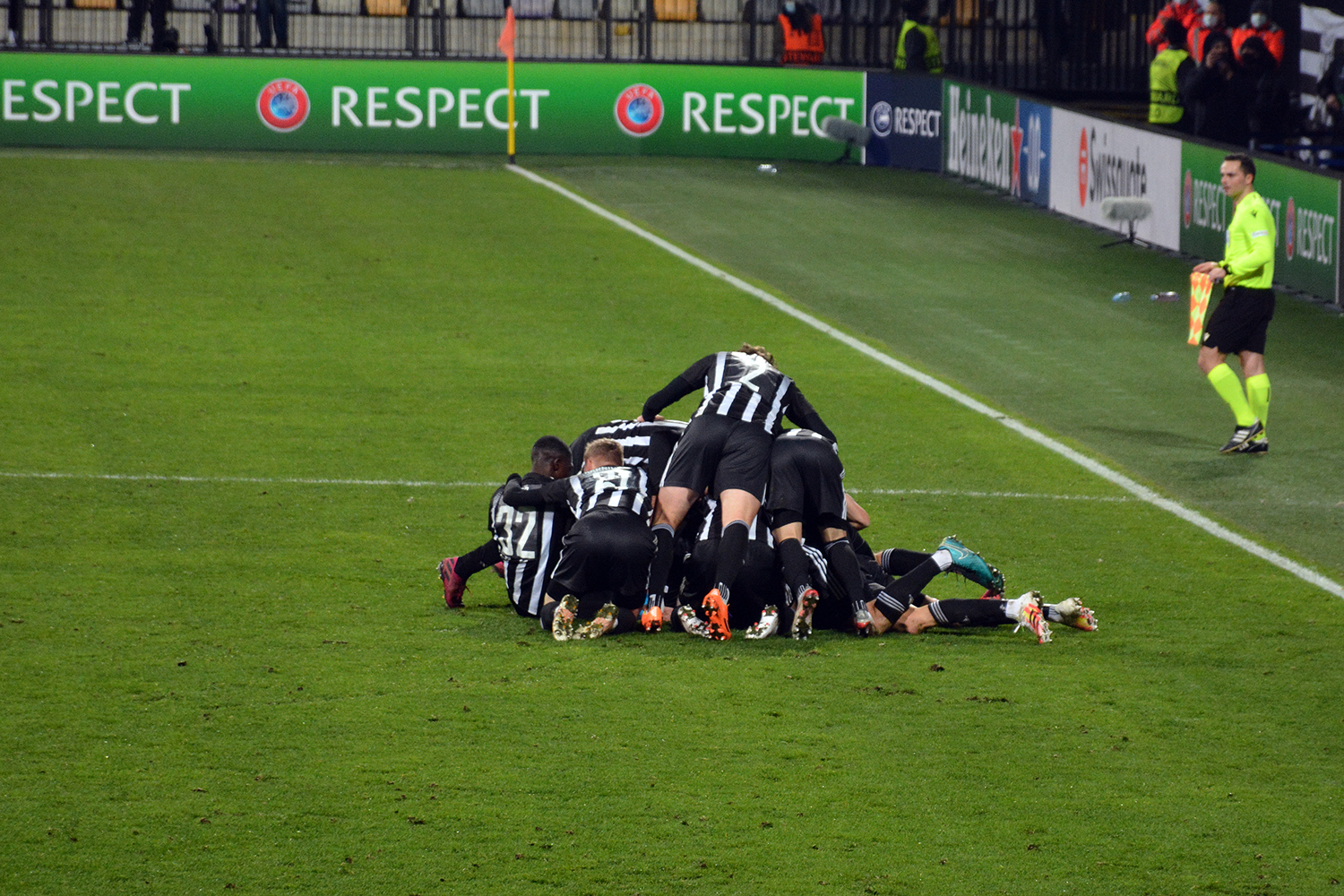
خوشحالی پس از گل

سامسوندین اورو (انگلیسی: Samsondin Ouro؛ زادهٔ ۲ مارس ۲۰۰۰) بازیکن فوتبال اهل توگو است.
وی همچنین در تیم ملی فوتبال توگو بازی کرده‌است.